# Amalia (księżniczka Nassau)
Księżniczka Amalia z Nassau (Amalia Gabriela Maria Teresa Bourbon-Parma, ur. 15 czerwca 2014 w Luksemburgu) – luksemburska księżniczka z dynastii Burbon-Parmeńskiej, córka księcia Feliksa z Luksemburga i jego małżonki, księżnej Klary; zajmuje piąte miejsce w linii sukcesji luksemburskiego tronu.
Księżniczka Amalia urodziła się w Luksemburgu jako pierwsze dziecko księcia Feliksa i księżnej Klary z Luksemburga.
Po urodzeniu otrzymała tytuł księżniczki Nassau. Do maja 2020 znajdowała się w bezpośredniej linii sukcesji tronu Luksemburga, za swoim stryjem i ojcem. Narodziny jej stryjecznego brata, księcia Karola, przesunęły ją na miejsce czwarte i zmniejszyły szansę na objęcie w przyszłości władzy w państwie. W 2023 spadła na piąte miejsce po narodzinach kolejnego bratanka, księcia Franciszka.
Poprzez swojego przodka, Jana Wilhelma Friso, księcia Oranii spokrewniona jest ze wszystkimi rodzinami królewskimi i książęcymi panującymi w Europie. Jest wnuczką Henryka, wielkiego księcia Luksemburga.
Mieszka w Lorgues we Francji.

## Powiązania rodzinne
14 stycznia 2014 Pałac Książęcy ogłosił, że książę Feliks i księżna Klara spodziewają się narodzin swojego pierwszego dziecka.
Księżniczka Amalia urodziła się 15 czerwca 2014 roku w Klinice Imienia Księżnej Józefiny Charlotty w Luksemburgu. Dziewczynka ważyła 2,95 kg i mierzyła 50 cm.
O jej narodzinach poinformował tego samego dnia Pałac Książęcy. Nadano jej imiona Amalia Gabriela Maria Teresa na cześć babć.
Jej rodzicami są książę Feliks z Luksemburga, potomek królewskiej dynastii Burbonów i jego żona, Klara, niemiecka bioetyk.
Jej dziadkami są ze strony ojca Henryk, wielki książę Luksemburga, władający państwem od października 2000 roku i księżna Maria Teresa, mająca pochodzenie kubańskie; natomiast ze strony matki Hartmut Lademacher, niemiecki milioner i Gabriela Lademacher.
Ma młodszego brata, księcia Liama.
Księżniczka Amalia została ochrzczona w wierze katolickiej 13 lipca 2014 w kaplicy Saint Férreol w Lorgues we Francji. Jej rodzicami chrzestnymi zostali Felix Lademacher, brat matki i księżniczka Aleksandra, siostra ojca.

## Członkini rodziny książęcej
Księżniczka Amalia w dniu narodzin została wpisana na trzecie miejsce w linii sukcesji luksemburskiego tronu, za stryjem i ojcem. Od urodzenia przysługuje jej tytuł Jej Książęca Wysokość księżniczka Amalia z Nassau, księżniczka Burbon-Parmy.
21 marca 2016 wraz z rodziną książęcą wzięła udział w oficjalnej audiencji w Watykanie u papieża Franciszka.
Narodziny jej stryjecznego brata, księcia Karola w maju 2020 spowodowały, że księżniczka Amalia nie była już dłużej w gronie bezpośrednich sukcesorów swojego dziadka do objęcia władzy w Luksemburgu.
Księżniczka razem z rodzicami i bratem mieszka w południowej Francji i nie pełni oficjalnych obowiązków na dworze książęcym.

## Tytuły
| Od              | Do    | Tytuł                                                                       |
| --------------- | ----- | --------------------------------------------------------------------------- |
| 15 czerwca 2014 | nadal | Jej Książęca Wysokość Księżniczka Amalia z Nassau, Księżniczka Burbon-Parmy |